# Plinkšių apylinkės
Plinkšių apylinkės este o arie protejată (sit de importanță comunitară — SCI) din Lituania întinsă pe o suprafață de 21,2 ha, integral pe uscat.

## Localizare
Centrul sitului Plinkšių apylinkės este situat la coordonatele 56°08′31″N 22°10′20″E / 56.142°N 22.1722°E.

## Înființare
Situl Plinkšių apylinkės a fost declarat sit de importanță comunitară în mai 2019 pentru a proteja 1 specie de animale.

## Biodiversitate
Situată în ecoregiunea boreală, aria protejată conține 1 habitat natural: Fânețe de joasă altitudine (Alopecurus pratensis, Sanguisorba officinalis).
La baza desemnării sitului se află o specie protejată de  nevertebrate: Osmoderma eremita.